# Meeloper
Meelopers zijn individuen die zich zonder daadwerkelijke overtuiging inlaten met zekere handelingen, groeperingen of ideologieën en die meestal een passieve rol daarin spelen. De term wordt meestal gebruikt in samenhang met bewegingen of handelingen die een negatieve connotatie kennen, zoals groepsgeweld of moorddadige ideologieën, maar ook kleinschaliger dingen, zoals pesten. Het begrip heeft zowel betrekking op de motivatie als de rol die vervuld wordt; een meeloper sluit zich niet uit een innerlijke overtuiging bij een groep aan of doet niet mee aan handelingen omdat die dat wil, maar doet dat vanwege groepsdrang, of vanuit de wens deel uit te maken van een bepaalde sociale omgeving. Een meeloper speelt geen dragende of drijvende rol in een groep. Iemand die dat doet kan, zelfs als deze zich zonder daadwerkelijke overtuiging bij een groep aangesloten heeft, niet als meeloper aangeduid worden. 
In tegenstelling tot de meeloper bestaat er het begrip sympathisant, iemand die op basis van overtuiging aan een groep deelneemt. 

## Gebruik
In het kader van de denazificatie in de drie westelijke bezettingszones van het naoorlogse Duitsland was de categorie meeloper (Mitläufer) de vierde van vijf categorieën waarin iemand in een Spruchkammerverfahren (de rechtbank die zich met de denazificatie bezighield) kon indelen. Meelopers in deze context waren individuen die niet in noemenswaardige mate bij de misdaden van het nationaalsocialisme betrokken waren, maar die ook geen verzet daartegen gepleegd hadden. Uiteindelijk werd 54% van alle gedaagden ingedeeld in deze categorie.